# Lola Dewaere

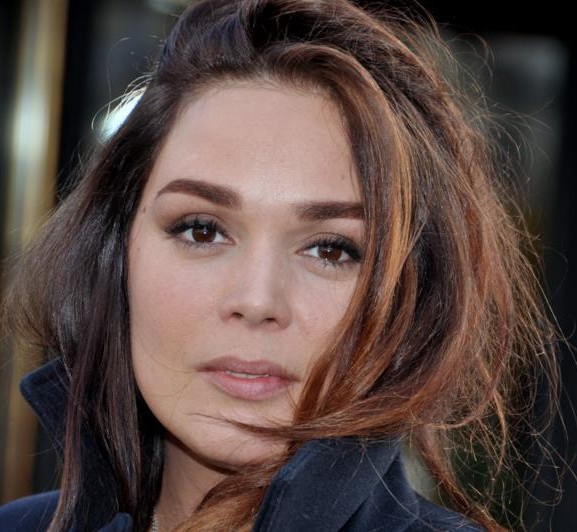
Lola Dewaere 2013

Lola Dewaere, geb. Lola Bourdeaux, (* 4. Dezember 1979 in Boulogne-Billancourt) ist eine französische Schauspielerin.

## Leben
Dewaere kam als Tochter des Schauspielers Patrick Dewaere in Boulogne-Billancourt zur Welt. Ihr Vater nahm sich das Leben, als Dewaere zwei Jahre alt war. Sie wuchs bei ihren Großeltern mütterlicherseits im Département Maine-et-Loire auf. Ihre Kindheit und Jugend waren schwierig; erst im Alter von 16 Jahren begann sie, sich mit dem Leben und Werk ihres Vaters auseinanderzusetzen. Sie schrieb sich 1997 in der privaten Schauspielschule Cours Florent ein und begann eine Schauspielausbildung, die sie nach kurzer Zeit infolge eines schweren Verkehrsunfalls aufgeben musste. Nach mehreren Jahren, in denen sie als Journalistin und Immobilienmaklerin tätig war, widmete sie sich ab 2007 erneut dem Schauspiel.
Ihre erste kleine Filmrolle übernahm sie 2007 in Alexandre Moix’ Kurzfilm Curriculum. Myriam Boyer besetzte sie 2010 im Fernsehfilm Du hast das Leben noch vor dir in einer Nebenrolle. Parallel spielte Dewaere auch Theater und war 2010 unter anderem im Pariser Theater Le Temple zu sehen. Im Überraschungserfolg Ziemlich dickste Freundinnen von Charlotte de Turckheim aus dem Jahr 2012 war Dewaere schließlich in der Hauptrolle der leicht übergewichtigen Nina zu sehen, die abnehmen will. Für ihre Darstellung erhielt sie 2013 eine César-Nominierung in der Kategorie Beste Nachwuchsdarstellerin. Deware war anschließend 2013 in der sechsteiligen Kreuzfahrtserie La croisière zu sehen, die aufgrund geringer Einschaltquoten vorzeitig aus dem Programm genommen wurde. Für ihre Rolle im Fernsehfilm Ligne de mire (2014) wurde Dewaere 2014 beim Festival des créations télévisuelles de Luchon mit einem Darstellerpreis ausgezeichnet.

## Filmografie
- 2007: Curriculum (Kurzfilm)
- 2010: Du hast das Leben noch vor dir (La vie devant soi) (TV)
- 2012: Ziemlich dickste Freundinnen (Mince alors!)
- 2013: La croisière (TV-Serie, 6 Folgen)
- 2014: Ligne de mire (TV)
- 2014: Tu es si jolie ce soir
- 2015: Le Zèbre – Médiateur pour Causes Désespérées (TV)
- 2016: Paris Prestige (Les derniers Parisiens)
- 2016 – 2017: La vengeance aux yeux clairs (TV-Serie, 14 Folgen)
- 2017: Le Tueur du lac (TV-Serie, 8 Folgen)
- 2018: Crime dans le Luberon (TV)
- 2019: The Last Wave (La Dernière Vague, TV-Serie, 6 Folgen)
- 2019: Crime dans l’Hérault (TV)
- 2019: Crimes parfaits (TV-Serie, Folge Astrid, C'est la Taille Qui Compte)
- seit 2019: Astrid et Raphaëlle (TV-Serie)
- 2020: Crime dans le Larzac (TV)
- 2020: Angst auf dem See (Peur sur le lac, Miniserie, 4 Folgen)
- 2021: Mince alors 2!
- 2021: Crime à Biot (TV)
- 2022: Crime à Ramatuelle (TV)
- 2022: OPJ Pacifique Sud (TV-Serie, 2 Folgen)
- 2022: Le Souffle du dragon (TV)
- 2022: Le Village des Endormis (TV)
- 2023: Une confession (TV)
- 2024: Astrid, Raphaëlle et Alexandra Ehle: Oeil pour Oeil Alexandra Ehle (TV)
- 2024 – 2025: Mademoiselle Holmes (TV-Serie, 10 Folgen)

## Auszeichnungen
- 2013: César-Nominierung, Beste Nachwuchsdarstellerin, für Ziemlich dickste Freundinnen
- 2014: Preis für die beste Nachwuchsdarstellerin, Festival des créations télévisuelles de Luchon, für Ligne de mire